# Pierre-Flavien Turgeon
Pierre-Flavien Turgeon (Québec, 12 novembre 1787 – Québec, 25 agosto 1867) è stato un arcivescovo cattolico canadese.

## Biografia
Nato nel 1787, fu ordinato prete nel 1810 e fu scelto come segretario dal vescovo Joseph-Octave Plessis, che accompagnò anche nel suo viaggio a Roma. Fu direttore del seminario di Québec.
Il 14 febbraio 1833 fu eletto arcivescovo di Sidima in partibus e coadiutore, con diritto di successione, di Québec. Divenne arcivescovo nel 1850, alla morte di Joseph Signay. L'11 giugno 1851 ricevette il pallio dei metropoliti.
Ammalatosi nel febbraio 1855, lasciò l'amministrazione dell'arcidiocesi al suo coadiutore. Si spense nel 1867 e fu sepolto in cattedrale.

## Genealogia episcopale e successione apostolica
La genealogia episcopale è:
- Cardinale Guillaume d'Estouteville, O.S.B.Clun.
- Papa Sisto IV
- Papa Giulio II
- Cardinale Raffaele Sansone Riario
- Papa Leone X
- Papa Paolo III
- Cardinale Francesco Pisani
- Cardinale Alfonso Gesualdo di Conza
- Papa Clemente VIII
- Cardinale Pietro Aldobrandini
- Cardinale Laudivio Zacchia
- Cardinale Antonio Barberini, O.F.M.Cap.
- Cardinale Nicolò Guidi di Bagno
- Arcivescovo François de Harlay de Champvallon
- Cardinale Louis-Antoine de Noailles
- Vescovo Jean-François Salgues de Valderies de Lescure
- Arcivescovo Louis-Jacques Chapt de Rastignac
- Arcivescovo Christophe de Beaumont
- Vescovo Charles-Gilbert de May de Termont
- Vescovo Jean-Olivier Briand
- Vescovo Jean-François Hubert
- Vescovo Pierre Denaut
- Vescovo Joseph-Octave Plessis
- Arcivescovo Bernard-Claude Panet
- Arcivescovo Joseph Signay
- Arcivescovo Pierre-Flavien Turgeon

La successione apostolica è:
- Vescovo William Dollard (1843)
- Vescovo Thomas Cooke (1852)